# Відзнака за службу на морі (США)
Відзнака за службу в морі (США) (англ. Sea Service Ribbon) — відзнака (почесна стрічка) Збройних силах США на знак визнання тих військовослужбовців, які виконували військовий обов'язок під час розміщення на бойовому кораблі в морі.